# 2×5
Ne doit pas être confondu avec 5×2.
2×5 (Two Times Five soit en français : Deux fois cinq) est une œuvre de musique contemporaine de Steve Reich composée pour un ensemble de musique rock en 2008. C'est une œuvre fortement inspirée par le rock, en particulier dans l'instrumentation, qui comporte quatre guitares électriques et deux basses électriques.

## Historique
2×5, composé en 2008 dans la foulée de Double Sextet, est une pièce commissionnée par le Manchester International Festival. Une première exécution pour cinq musiciens et bande magnétique a été donnée le 2 juillet 2009 par les musiciens du Bang on a Can, Mark Stewart, guitariste de Bang on a Can All Stars et directeur musical et guitariste de Paul Simon, deux musiciens de The National : Aaron Dessner et Bryce Dessner, et enfin Jonny Greenwood de Radiohead au vélodrome de Manchester lors du festival de Manchester en première partie du concert de Kraftwerk. Sa création mondiale intégrale a été donnée le 8 avril 2010 à l'Auditorium Parco della Musica de Rome par le Contemporanea Ensemble sous la direction de Tonino Battista.

## Structure
1. Premier mouvement – 10 min 10 s
2. Second mouvement – 3 min 10 s
3. Troisième mouvement – 7 min 10 s

2×5 est une œuvre écrite pour un ensemble de cinq instruments et bande magnétique ou dix instrumentistes composés de deux batteries, deux pianos, quatre guitares électriques, deux guitares basses. Du fait de la composition de l'ensemble musical qui l'interprète, c'est-à-dire un groupe de rock, cette œuvre est souvent qualifié d'« énergique ». Son exécution dure environ 21 minutes.
La proximité de la pièce avec les compositions de rock est évidente, selon Steve Reich, en particulier à cause de l'instrumentation, mais aussi de la pulsation de la ligne de basse. La basse électrique permet à Reich d'obtenir des sons plus secs, moins résonants qu'une contrebasse. En revanche, l'utilisation de la batterie est différente de l'usage habituel du rock car elle possède dans 2×5 plusieurs couleurs différentes, et s'interrompt à plusieurs reprises.
Cependant 2×5 présente de très grandes similitudes stylistiques et formelles avec le morceau Drivin'  composé par le violoniste Matt McBane pour son quatuor de musique de chambre/rock Build sur l'album homonyme paru le 6 juin 2008.

## Enregistrements
- Double Sextet / 2 x 5, par le Bang on a Can, Nonesuch Records, 2010.
- 2×5 / Electric Counterpoint / Nagoya Guitars, Mats Bergström, Magnus Persson, Jonas Ostholm, Johan Liljedahl et Svante Henryson, Mats Bergström Musik, 2012[9].